# Valse knoopjeskorst
De valse knoopjeskorst (Coenogonium pineti) is een korstmos behorend tot de familie Coenogoniaceae. Hij leeft in symbiose met de alg Trentepohlia.

## Kenmerken
Het thallus is glad, dun doorlopend, grijsgroen tot olieachtig groenachtig zwart. De anamorphe variant heeft witachtig pycnidia met een diameter van 100 tot 220 µm. De conidia meten 6-8 × 1,8-2,6 μm. De teleomorfe variant heeft apothecia van 200 tot 500 µm in diameter. De kleur is wit tot roze-wit of crème. De parafysen zijn 1-2 μm in diameter. De ascosporen meten (8,5-) 9-14 (-15) × (2-) 2,3-4 (-4,5) μm.

## Verspreiding
In Nederland komt hij vrij algemeen voor. Hij staat niet op de rode lijst en is niet bedreigd.

## Foto's

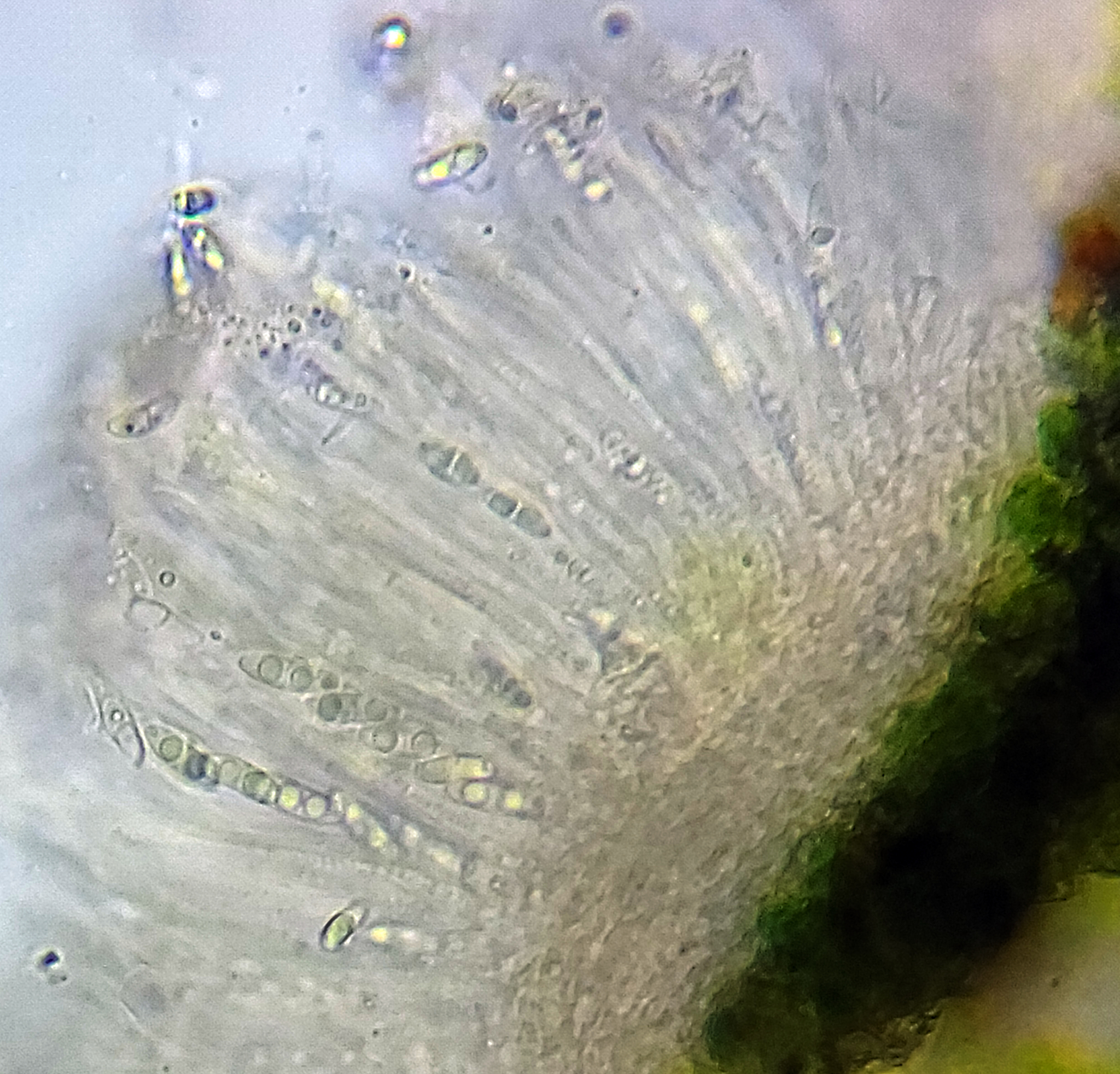
Ascosporen